# Camponotus novaehollandiae
Camponotus novaehollandiae är en myrart som beskrevs av Mayr 1870. Camponotus novaehollandiae ingår i släktet hästmyror, och familjen myror. Inga underarter finns listade.

## Bildgalleri

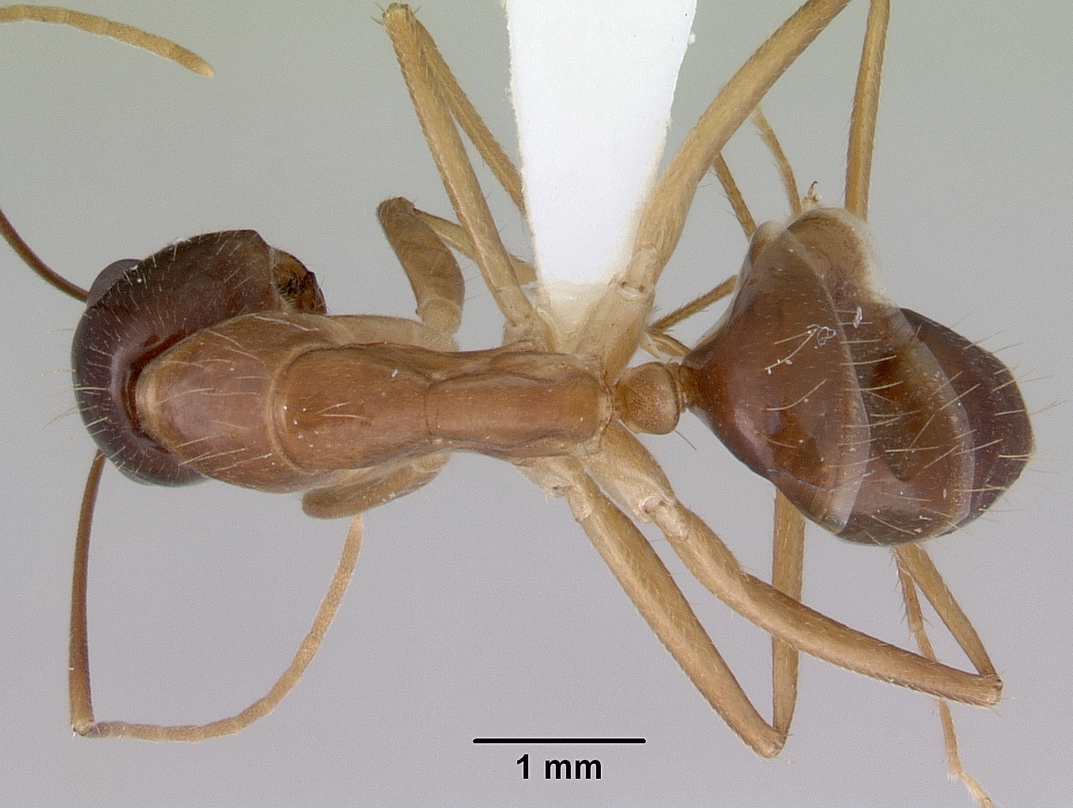
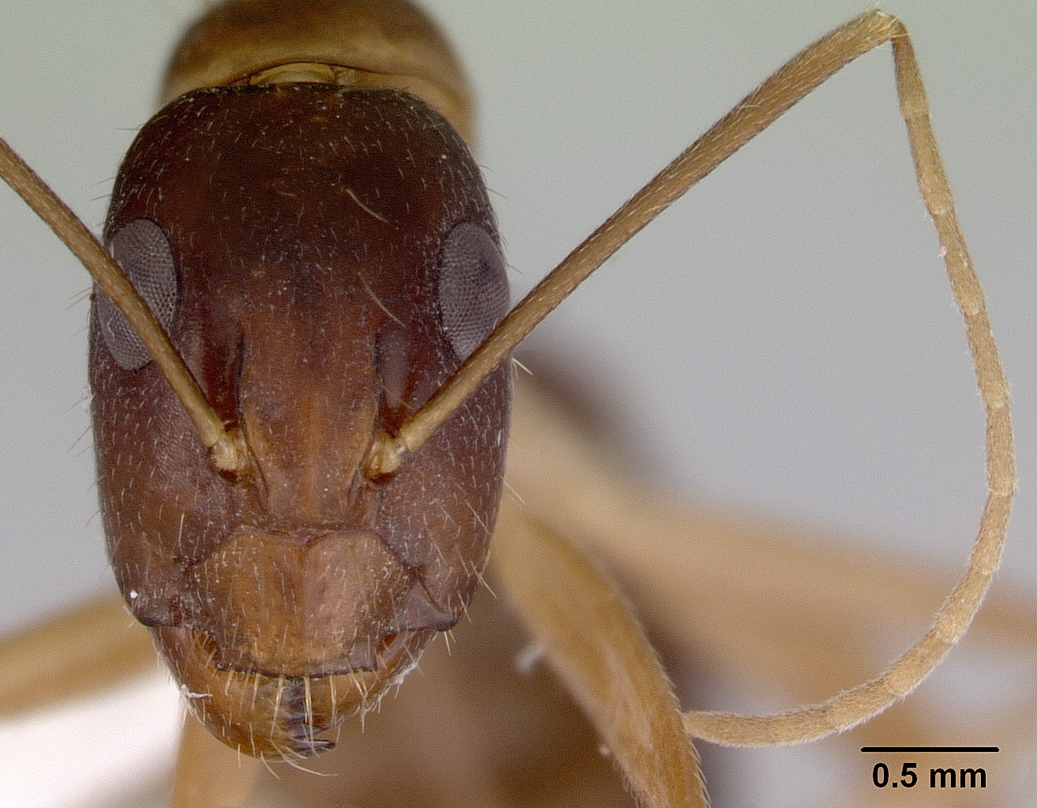
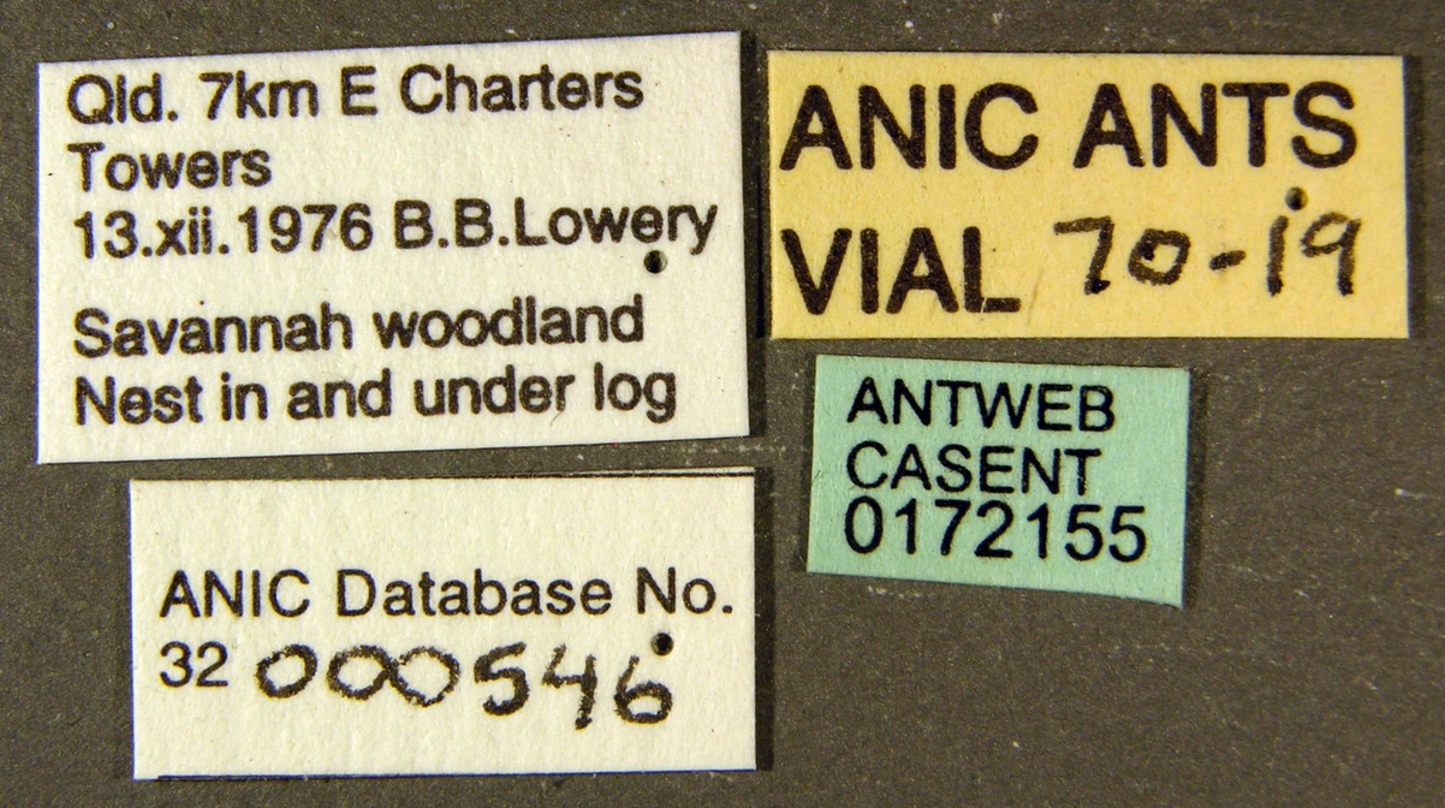
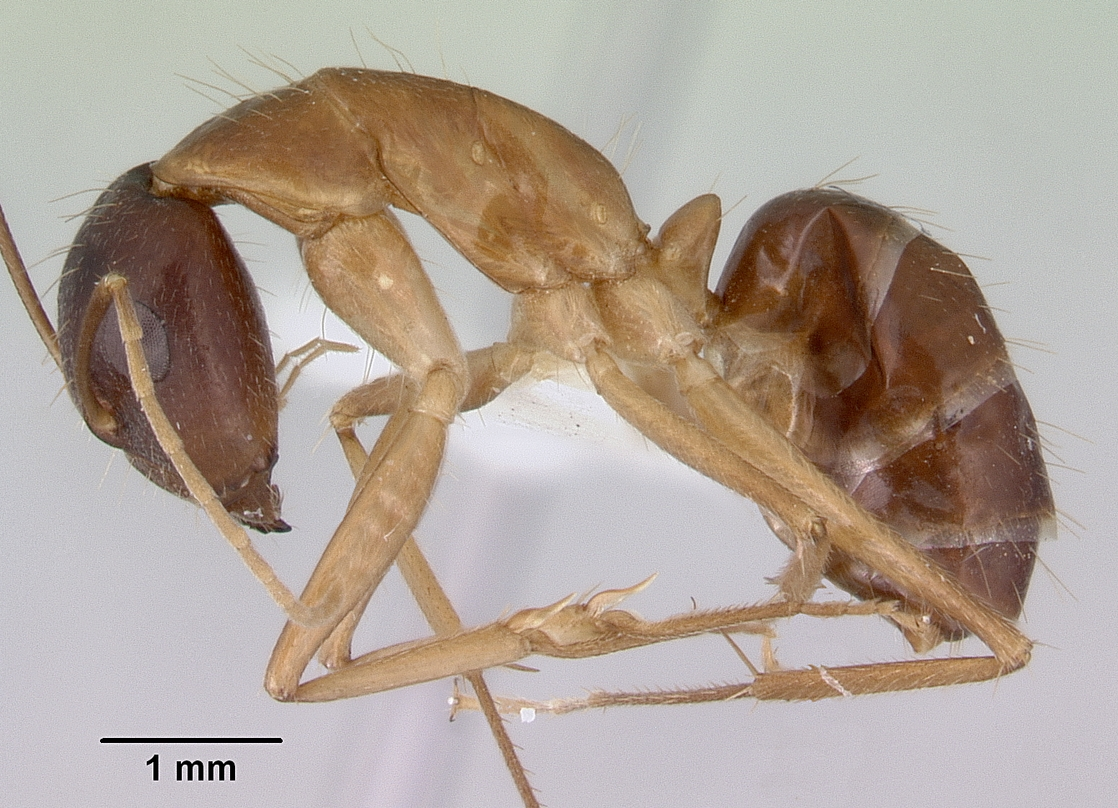
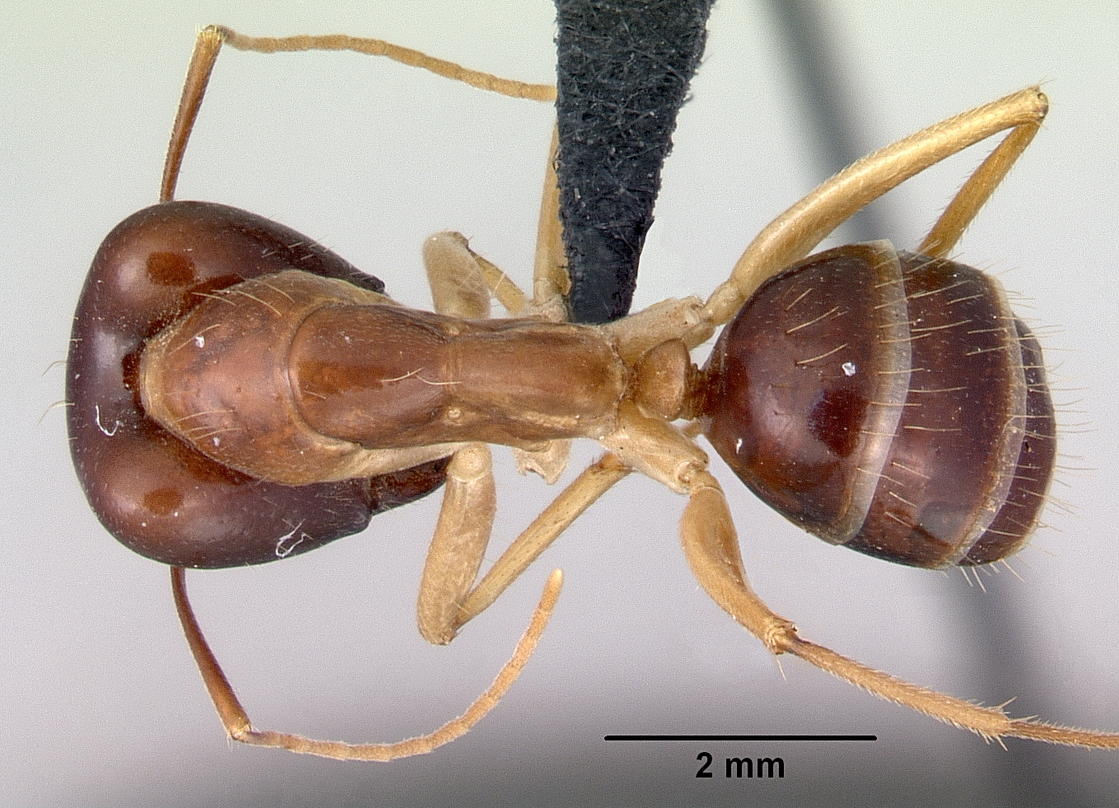
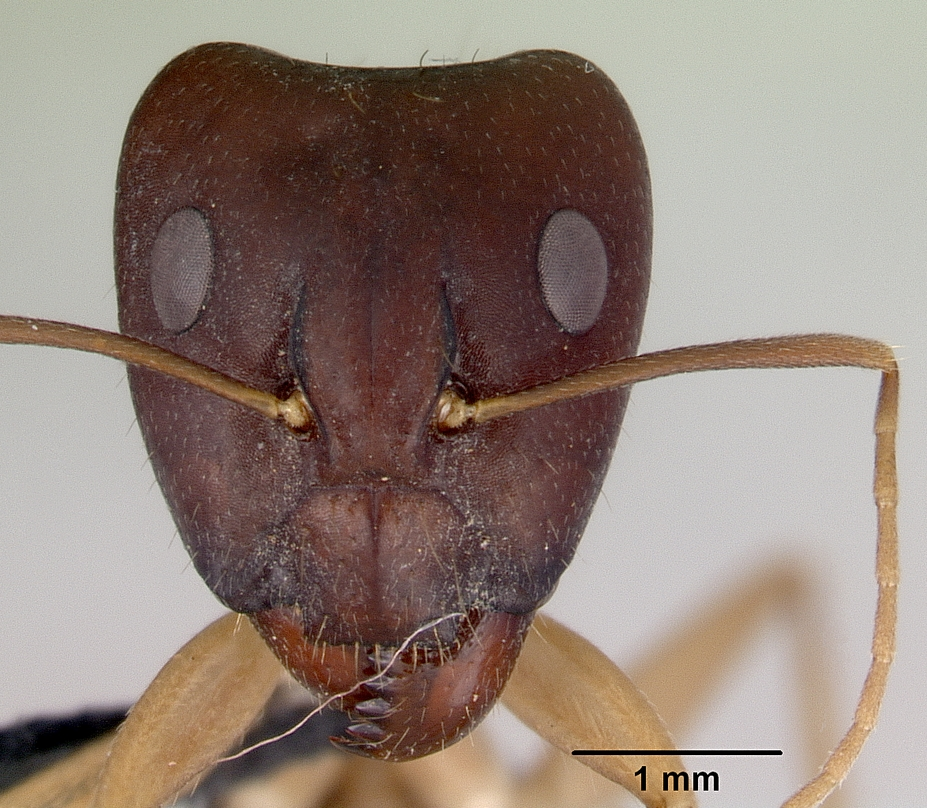